# Michael Voges (Politiker)
Michael Voges (* 17. Dezember 1952 in Bremen) ist ein deutscher politischer Beamter. Er war von 2006 bis 2016 Staatsrat in verschiedenen Behörden der Freien und Hansestadt Hamburg.

## Leben und Beruf
Unterbrochen vom Wehrdienst in den Jahren 1972/1973, studierte Voges Germanistik, Geschichte und Soziologie in Kiel. Er wurde während seines Studiums von der Studienstiftung des Deutschen Volkes gefördert. 1978 legte er die wissenschaftliche Prüfung für Studienräte an Gymnasien ab. Von 1979 bis 1982 erhielt er ein Doktorandenstipendium der Studienstiftung, anschließend war er bis 1987 als wissenschaftlicher Assistent und später als Hochschulassistent beschäftigt. Seine Promotion zum Doktor der Philosophie erfolgte 1985. Von 1987 bis 1991 war er Hochschulassistent in Tübingen, dann erfolgte der Einstieg in die Landesverwaltung Hamburgs.
1992 wurde Voges Referatsleiter in der Vertretung der Freien und Hansestadt Hamburg beim Bund in Bonn. 1994 übernahm er die Leitung des Senatorenbüros in der Behörde für Schule, Jugend und Berufsbildung, ab 1996 leitete er die Präsidialabteilung des Hauses. 1998 wechselte er in die Senatskanzlei und war dort für vier Jahre Leiter des Präsidialamts. Nach einer halbjährigen Tätigkeit als Kaufmännischer Geschäftsführer des GKSS-Forschungszentrums kehrte Voges 2003 als Leiter des Planungsstabes in die Senatskanzlei zurück.
Michael Voges ist Mitglied der „Fokusgruppe Bildungspolitik“ der Heinrich-Böll-Stiftung. Er ist verheiratet und hat zwei Kinder.

## Politik
Voges war von 2006 bis 2008 Staatsrat der Behörde für Bildung und Sport, von 2008 bis 2010 Staatsrat der Behörde für Soziales, Familie, Gesundheit und Verbraucherschutz, von 2010 bis 2011 Staatsrat der Finanzbehörde und von 2011 bis zu seiner Pensionierung am 31. Dezember 2016 Staatsrat der Behörde für Schule und Berufsbildung.

## Belege
1. ↑  Rainer Schulz (SPD) neuer Staatsrat der Schulbehörde. Auf: welt.de vom 30. Dezember 2016.
2. ↑  Eintrag Michael Voges auf dem Server der Heinrich-Böll-Stiftung, abgerufen am 8. April 2021.
3. ↑  Rainer Schulz neuer Staatsrat der Schulbehörde hamburg.de, 30. Dezember 2016

| Personendaten    | Personendaten                                              |
| ---------------- | ---------------------------------------------------------- |
| NAME             | Voges, Michael                                             |
| KURZBESCHREIBUNG | deutscher Politiker (SPD), Staatsrat in Hamburg, Germanist |
| GEBURTSDATUM     | 17. Dezember 1952                                          |
| GEBURTSORT       | Bremen                                                     |